# Edward Toms
Edward James Toms (Londra, 11 dicembre 1899 – Wareham, 2 gennaio 1971) è stato un velocista britannico, specializzato nei 400 metri piani.

## Palmarès
- Giochi olimpici

Parigi 1924: bronzo nella staffetta 4×400 metri.